# جوار الحوز
جوار الحوز (به عربی: جوار الحوز) یک منطقهٔ مسکونی در لبنان است که در شهرستان بعبدا واقع شده‌است. جوار الحوز ۳٫۷۷ کیلومتر مربع مساحت دارد ۱٬۲۵۰ متر بالاتر از سطح دریا واقع شده‌است.